# لاين فيرغسون
لاين فيرغسون (بالإنجليزية: Iain Ferguson)‏ (4 أغسطس 1962 في المملكة المتحدة - ) هو لاعب كرة قدم بريطاني في مركز الهجوم. لعب مع بورتاداون وتشارلتون أثلتيك ودندي يونايتد ونادي بريستول سيتي ونادي دندي ونادي دوندالك ونادي رينجرز ونادي ماذرويل وهارت أوف ميدلوثيان ونادي أردريونيانز وGretna F.C. ‏.

## وصلات خارجية
- لاين فيرغسون على موقع قاعدة بيانات كرة القدم.إي يو (الإنجليزية)